# Cephalodasys
Genre
Synonymes
- Psammodasys d'Hondt, 1974

Cephalodasys est un genre de gastrotriches de la famille des Cephalodasyidae.

## Liste des espèces
Selon World Register of Marine Species (23 juin 2025) :
- Cephalodasys cambriensis (Boaden, 1963)
- Cephalodasys caudatus Rao, 1981
- Cephalodasys dolichosomus Hummon, 2011
- Cephalodasys hadrosomus Hummon, Todaro & Tongiorgi, 1993
- Cephalodasys interinsularis Kieneke, Schmidt-Rhaesa & Hochberg, 2015
- Cephalodasys littoralis Renaud-Debyser, 1964
- Cephalodasys mahoae Yamauchi & Kajihara, 2018
- Cephalodasys mariannae Araujo, 2024
- Cephalodasys maximus Remane, 1926
- Cephalodasys miniceraus Hummon, 1974
- Cephalodasys pacificus Schmidt, 1974
- Cephalodasys palavensis Fize, 1963
- Cephalodasys saegailus Hummon, 2011
- Cephalodasys swedmarki Hummon, 2008
- Cephalodasys turbanelloides (Boaden, 1960)

## Systématique
Ce genre a été décrit par Remane en 1926. Il est placé dans les Cephalodasyidae par Hummon (d) et Todaro (d) en 2010.
Psammodasys a été placé en synonymie par Hummon en 2008.

## Publication originale
- (de) Remane, « Morphologie und verwandtschaftsbeziehungen der aberranten gastrotrichen I », Zeitschrift für Morphologie und Ökologie der Tiere, 1926, vol. 5, no 4, p. 625-754.